# Montroydit
Montroydit ist ein selten vorkommendes Mineral aus der Mineralklasse der „Oxide und Hydroxide“ mit der chemischen Zusammensetzung HgO und damit chemisch gesehen Quecksilber(II)-oxid.
Montroydit kristallisiert im orthorhombischen Kristallsystem und entwickelt prismatische oder dipyramidale Kristalle von bis zu vier Zentimetern Länge, findet sich aber auch in wurm- oder röhren- sowie kugelförmigen und pudrigen bis derben Mineral-Aggregaten. Das Mineral ist im Allgemeinen undurchsichtig und nur an dünnen Kanten durchscheinend. Die Oberflächen der dunkelroten oder rotbraunen bis braunen Kristalle zeigen einen glas- bis diamantähnlichen Glanz. Auf der Strichtafel hinterlässt Montroydit einen gelbbraunen Strich.

## Etymologie und Geschichte
Erstmals entdeckt wurde Montroydit zusammen mit Eglestonit und Terlinguait im Bergbaubezirk Terlingua im Brewster County des US-Bundesstaates Texas. Die Erstbeschreibung erfolgte 1904 durch A. J. Moses, der das Mineral nach dem Besitzer der Quecksilbergrube Montroyd Sharp benannte, wo es zuerst entdeckt wurde.
Typmaterial des Minerals wird in den Mineralogischen Sammlungen der Harvard University in Cambridge (Massachusetts) unter der Katalog-Nr. 82936 und dem National Museum of Natural History in Washington, D.C. unter den Katalog-Nr. 86637, 86638 und 87483 aufbewahrt.
Da der Montroydit bereits lange vor der Gründung der International Mineralogical Association (IMA) 1958 bekannt und als eigenständige Mineralart anerkannt war, wurde dies von ihrer Commission on New Minerals, Nomenclature and Classification (CNMNC) übernommen und bezeichnet den Montroydit als sogenanntes „grandfathered“ (G) Mineral. Die ebenfalls von der IMA/CNMNC anerkannte Kurzbezeichnung (auch Mineral-Symbol) von Montroydit lautet „Mtyd“.

## Klassifikation
Bereits in der veralteten 8. Auflage der Mineralsystematik nach Strunz gehörte der Montroydit zur Mineralklasse der „Oxide und Hydroxide“ und dort zur Abteilung „Verbindungen mit M2O und MO“, wo er gemeinsam mit Lithargit, Massicotit und Palladinit in der „Montroydit-Lithargit-Gruppe“ mit der Systemnummer IV/A.07 steht.
Im zuletzt 2018 überarbeiteten „Lapis-Mineralienverzeichnis“, das sich im Aufbau noch nach der alten Form der Systematik von Karl Hugo Strunz richtet, erhielt das Mineral die System- und Mineralnummer IV/A.06-010. In der „Lapis-Systematik“ entspricht dies der Abteilung „Oxide mit dem Stoffmengenverhältnis Metall : Sauerstoff = 1 : 1 und 2 : 1 (M2O, MO)“, wo Montroydit zusammen mit Lithargit und Massicotit eine unbenannte Gruppe mit der Systemnummer IV/A.06 bildet.
Die von der IMA zuletzt 2009 aktualisierte 9. Auflage der Strunz’schen Mineralsystematik ordnet den Montroydit ebenfalls in die Klasse der „Oxide (Hydroxide, V[5,6]-Vanadate, Arsenite, Antimonite, Bismutite, Sulfite, Selenite, Tellurite, Iodate)“ und dort in die Abteilung „Metall : Sauerstoff = 2 : 1 und 1 : 1“ ein. Diese ist allerdings weiter unterteilt nach dem Stoffmengenverhältnis von Anionen zu Kationen und der relativen Größe der Kationen, so dass das Mineral entsprechend seiner Zusammensetzung in der Unterabteilung „Kation : Anion (M : O) = 1 : 1 (und bis 1 : 1,25); mit großen Kationen (± kleineren)“ zu finden ist, wo es als einziges Mitglied eine unbenannte Gruppe mit der Systemnummer 4.AC.15 bildet.
In der vorwiegend im englischen Sprachraum gebräuchlichen Systematik der Minerale nach Dana hat Montroydit die System- und Mineralnummer 04.02.06.01. Das entspricht ebenfalls der Klasse der „Oxide und Hydroxide“ und dort der Abteilung „Oxide“. Hier findet er sich innerhalb der Unterabteilung „Einfache Oxide mit einer Kationenladung von 2+ (AO)“ als einziges Mitglied in einer unbenannten Gruppe mit der Systemnummer 04.02.06.

## Chemismus
Die ideale (theoretische) Zusammensetzung von Montroxdit (HgO) besteht aus Quecksilber (Hg) und Sauerstoff (O) im Stoffmengenverhältnis von 1 : 1, was einem Massenanteil (Gewichts-%) von 92,61 Gew.-% Hg und 7,39 Gew.-% O entspricht.
Die an der Typlokalität Terlingua in Texas, USA entdeckten Mineralproben wiesen bei der Analyse nur geringe Abweichungen von der Idealzusammensetzung auf und schwankten beim Quecksilbergehalt zwischen 92,87 und 92,74 Gew.-% und beim Sauerstoff zwischen 7,13 und 7,49 Gew.-%.

## Kristallstruktur
Montroydit kristallisiert orthorhombisch in der Raumgruppe Pnma (Raumgruppen-Nr. 62) mit den Gitterparametern a = 6,61 Å; b = 5,52 Å und c = 3,52 Å sowie vier Formeleinheiten pro Elementarzelle.
Die Kristallstruktur von Montroydit besteht aus zickzack-förmigen Ketten der Form Hg–O–Hg–… parallel zur a-Achse [100]. Diese Ketten bilden Schichten parallel der b-Flächen (010).
| Kristallstruktur von Montroydit |
| - mit Blickrichtung parallel zur a-Achse - mit Blickrichtung parallel zur b-Achse - mit Blickrichtung parallel zur c-Achse - räumliche Darstellung in dimetrischer Projektion |
| Farbtabelle: _ Quecksilber (Hg) 0 _ Sauerstoff (O) |

## Eigenschaften

### Morphologie
Gut entwickelte Kristalle von Montroydit sind flächenreich und meist parallel der a-Achse [100] gestreckt mit prismatischem oder dipyramidalem Habitus und den Hauptformen {100}, {010}, {201} und {011}. Die Pyramidenflächen sind meist gestreift.

### Physikalische und chemische Eigenschaften
Farblich ist Montroydit den Mineralen Krokoit und Realgar sehr ähnlich, allerdings dunkler rot als beim Krokoit.
Mit einer Mohshärte von 2,5 steht Montroydit als weiches Mineral zwischen den Referenzmineralen Gips (Härte 2) und Calcit (Härte 3) und ist entsprechend mit dem Fingernagel zwar nicht mehr, mit einer Kupfermünze leichter als Calcit ritzbar. Das Mineral hat eine vergleichsweise hohe Dichte mit einem gemessenen Wert von 11,23 g/cm3 und ist damit nur wenig leichter als beispielsweise Blei (11,34 g/cm3). Die aus den Kristalldaten berechnete Dichte ist mit 11,22 g/cm3 nur unwesentlich geringer.
Montroydit ist leicht löslich in kalter Salpetersäure (HNO3) oder Salzsäure (HCl).

## Bildung und Fundorte

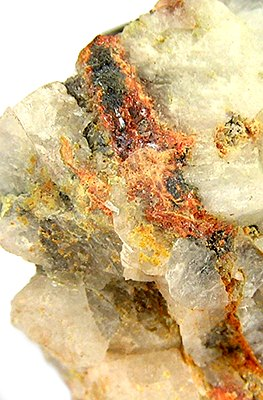
Montroydit (dunkelrot) und Kleinit (orange) auf Calcit

Montroydit bildet sich hydrothermal in Quecksilber-Lagerstätten. Als Begleitminerale können unter anderem neben gediegen Quecksilber noch Cinnabarit und Metacinnabarit, Calcit, Dolomit, Edgarbaileyit, Eglestonit, Gips, Kalomel, Kleinit, Mosesit, Terlinguait auftreten.
Als seltene Mineralbildung konnte Montroydit nur an wenigen Orten nachgewiesen werden, wobei bisher weltweit rund 30 Fundorte dokumentiert sind (Stand 2024). Seine Typlokalität Terlingua ist dabei der bisher einzige Fundort im US-Bundesstaat Texas. Weitere bekannte Fundorte in den Vereinigten Staaten sind vor allem in Kalifornien und Nevada bekannt.
Innerhalb von Europa fand sich das Mineral bisher nur in Italien, genauer in den ehemaligen Quecksilbererz-Gruben Miniera del Siele und Morone bei Castell’Azzara in der Toskana. Ein möglicher Fundort in Belgien ist zudem eine Kupfer-Tellur-Mineralisation bei Salmchâteau nahe der Gemeinde Vielsalm in der Provinz Luxemburg. Allerdings konnte dieser Fund bisher nicht verifiziert werden und gilt daher als fraglich.
Als Fundort für außergewöhnlich gut entwickelte Montroyditkristalle gilt Huahuaxtla nahe Taxco de Alarcón im Norden des mexikanischen Bundesstaates Guerrero. Weitere Fundorte liegen unter anderem in China, Kirgisistan, Russland und Spanien.

## Vorsichtsmaßnahmen
Aufgrund der starken Giftigkeit des Minerals sollten Mineralproben vom Montroydit nur in staubdichten Behältern aufbewahrt werden. Ebenso sollte eine Aufnahme in den Körper (Inkorporation, Ingestion) auf jeden Fall verhindert und zur Sicherheit direkter Körperkontakt vermieden sowie beim Umgang mit dem Mineral Mundschutz und Handschuhe getragen werden.